# Carolinenhütte
Carolinenhütte ist ein Ortsteil des Marktes Kallmünz im Oberpfälzer Landkreis Regensburg (Bayern).

## Geografische Lage
Der Weiler liegt etwa vier Kilometer nordwestlich des Kernorts Kallmünz und ungefähr einen Kilometer westlich von Rohrbach am Forellenbach an der Staatsstraße 2234. Hier befindet sich die Eisenengießerei Carolinenhütte.

## Eisengießerei Carolinenhütte

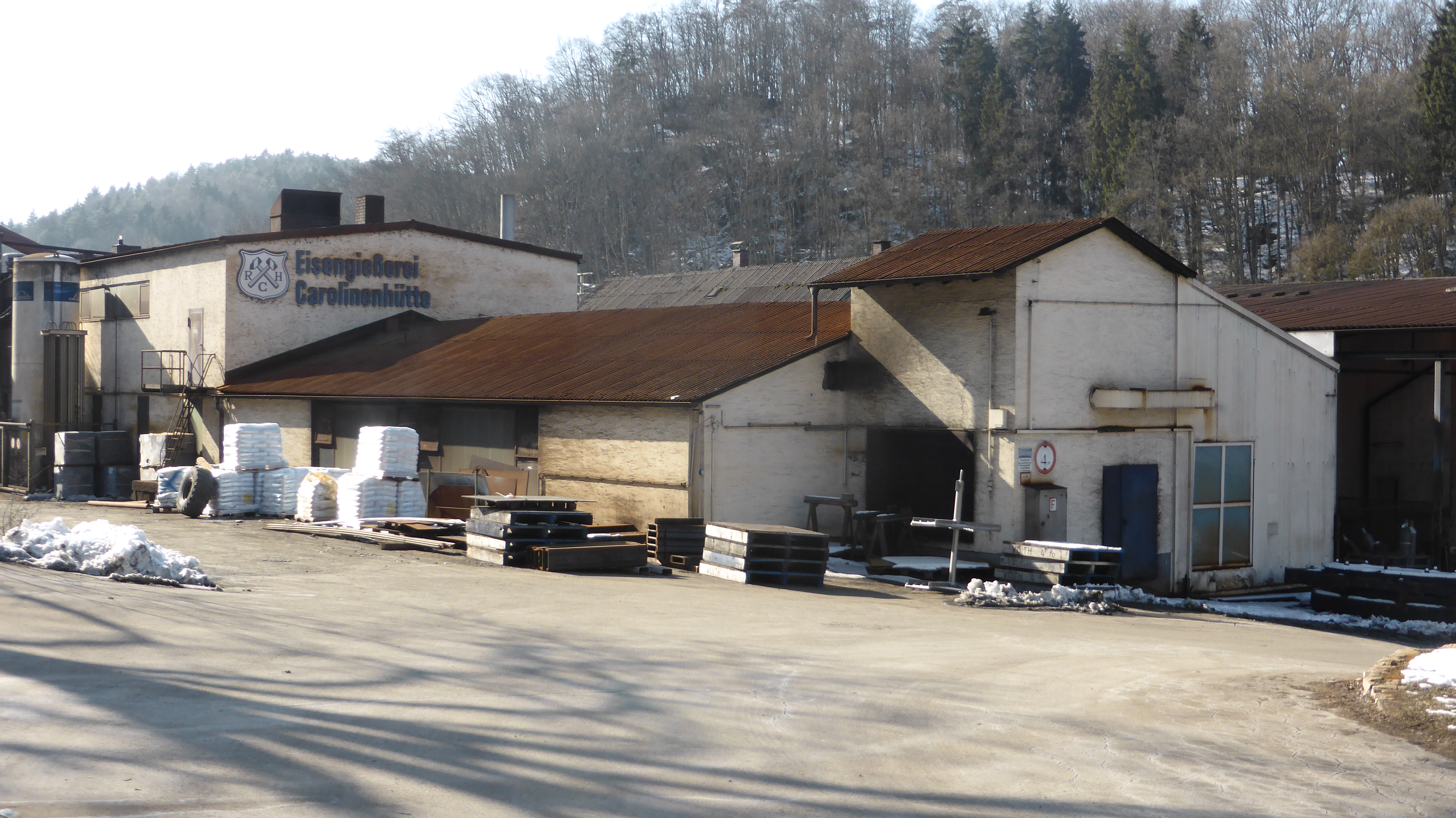
Eisengießerei Carolinenhütte

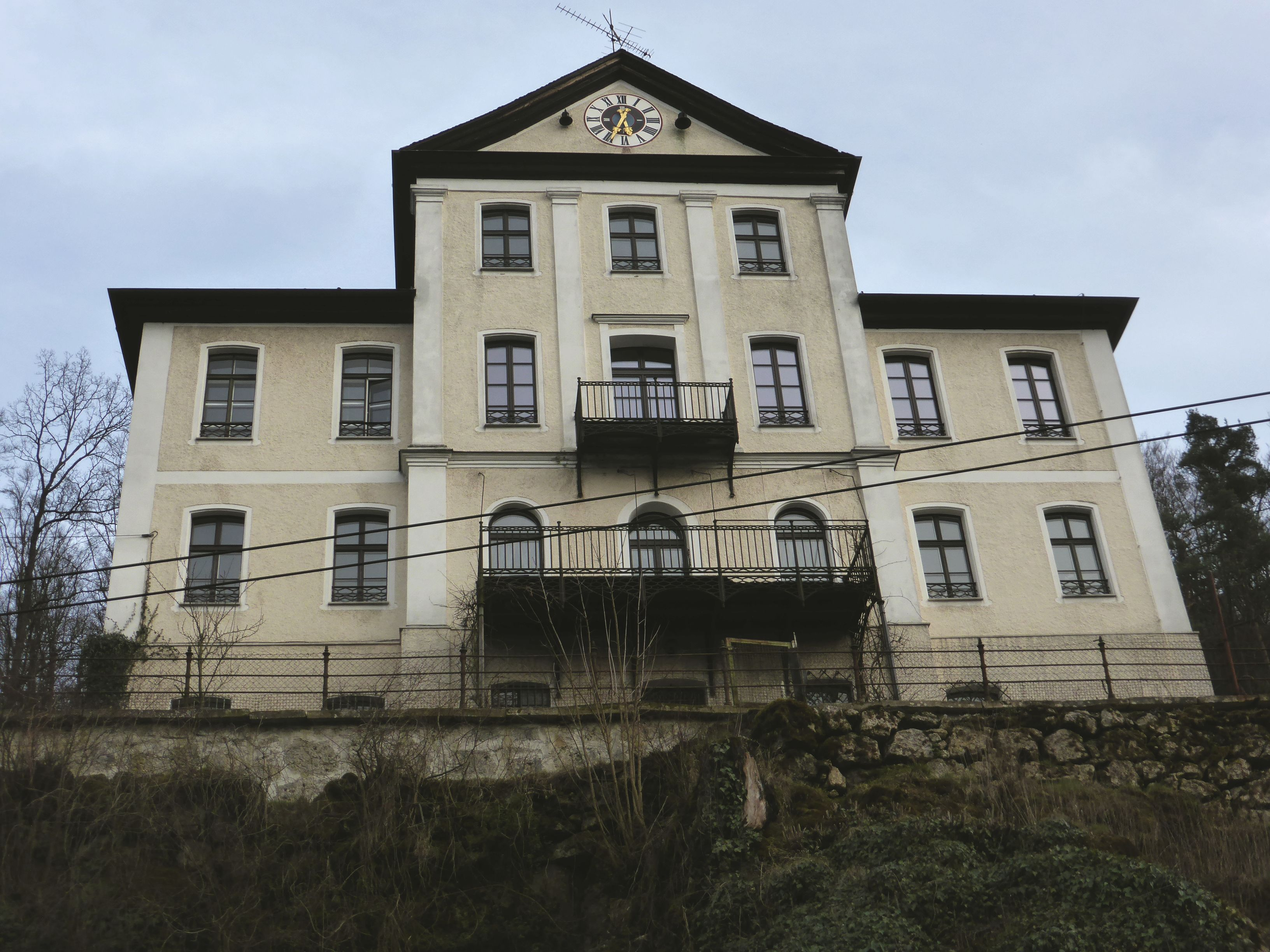
Gelistetes Baudenkmal, Fabrikantenvilla von Bechtel in Carolinenhütte

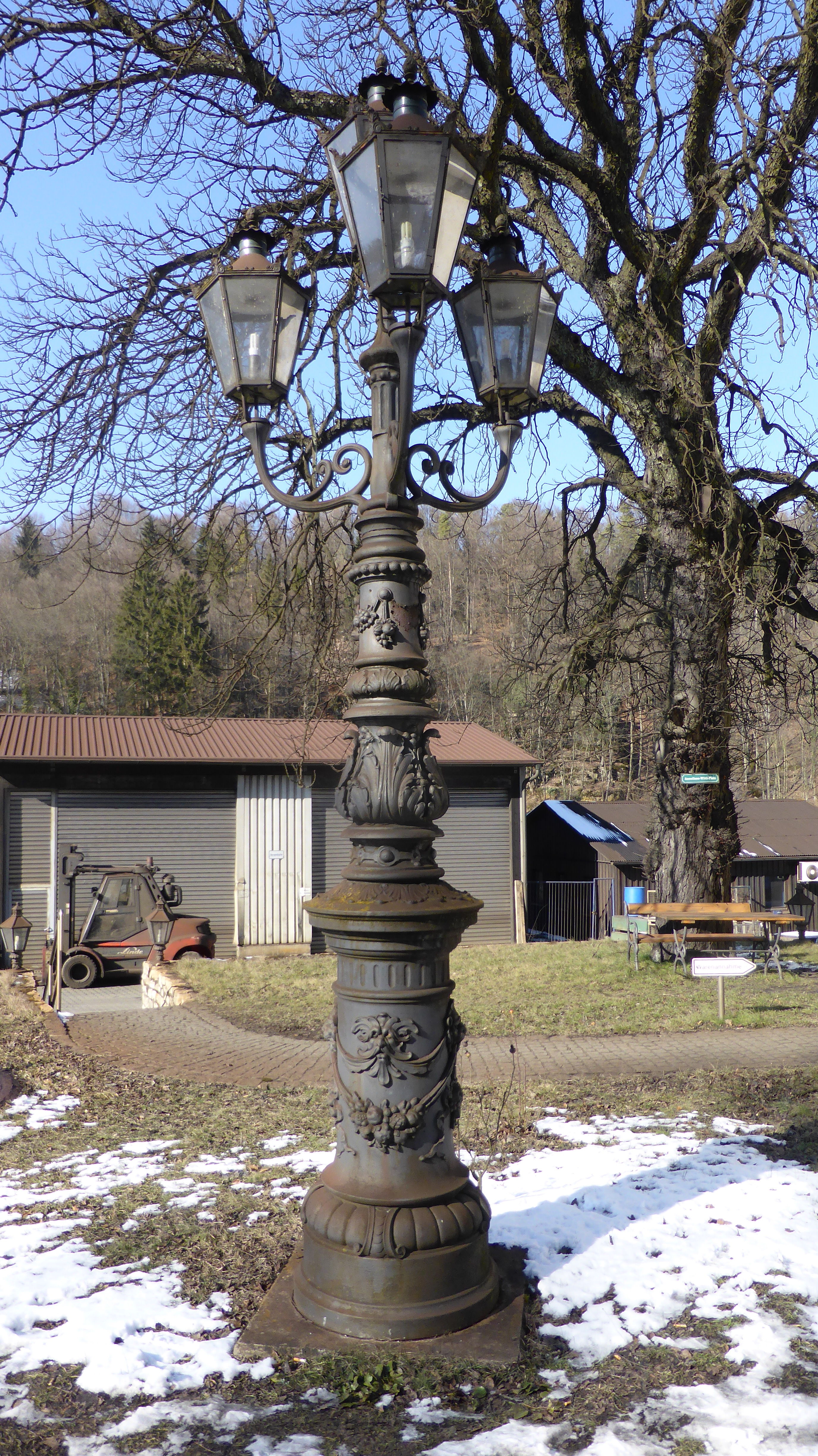
Gusseiserne Straßenlaterne vor dem Werk Carolinenhütte

Die Eisengießerei Carolinenhütte wird zu der Bayerischen Eisenstraße gezählt. Bereits im 14. Jahrhundert entstanden in der Region Hammerwerke, die die Eisenvorkommen auch im Raum Kallmünz verarbeiteten. In der Nähe der heutigen Carolinenhütte lag das Hammerwerk Lauf, das im 17. Jahrhundert abgegangen ist. Zudem liegen am Forellenbach in Richtung Hohenfels eine Reihe sich heute noch in Betrieb befindlicher Mühlen und Sägewerke.
Die Carolinenhütte wurde im Jahr 1800 gegründet. Namensgebend war Caroline von Bechtel, deren Gatte die Eisengießerei und in den Jahren 1830 bis 1832 oberhalb des Werkes eine schlossartige Villa erbauen ließ. Die Carolinenhütte wurde aber wegen der starken Konkurrenz zur Eisenwerk-Gesellschaft Maximilianhütte in Sulzbach-Rosenberg 1882 stillgelegt. 1885 erwarb Peter Höllein das stillstehende Unternehmen. Seitdem wird die Carolinenhütte bis zum heutigen Tag in der 5. Generation als Familienbetrieb geführt und hat sich zu einem modernen Gießerei- und Handelsunternehmen entwickelt.
Heute sind in der Gießerei rund 70 Personen beschäftigt, die Grauguss- und Sphärogussprodukte herstellen. Die Carolinenhütte ist eine der ältesten noch existierenden Eisengießereien in Bayern.